# Aksjomat determinacji
Aksjomat determinacji, AD (od ang. axiom of determinacy) – aksjomat teorii mnogości postulujący zdeterminowanie pewnych gier nieskończonych. Implikuje on, że aksjomat wyboru jest fałszywy, a zatem unieważnia paradoksy wynikające z tego ostatniego. Niesprzeczność AD jest równoważna z niesprzecznością istnienia pewnych dużych liczb kardynalnych.
W literaturze matematycznej istnieje cała rodzina aksjomatów determinacji, do najpopularniejszych należy jednak AD niezależny od aksjomatów Zermela-Fraenkla.
W dalszej części tego artykułu będą używane oznaczenia i definicje wprowadzone w artykule o grach nieskończonych.

## Rys historyczny
- Pierwsza gra nieskończona została opisana w 1930 przez polskiego matematyka Stanisława Mazura w problemie 43 w Księdze Szkockiej. Dzisiaj gra ta jest znana pod nazwą gry Banacha-Mazura.
- W 1962 polscy matematycy Jan Mycielski i Hugo Steinhaus[1] zaproponowali badania aksjomatów determinacji. Aksjomaty te były intensywnie studiowane na początku lat 60. XX wieku przez Jana Mycielskiego i Stanisława Świerczkowskiego[2][3][4].
- W 1969 Donald A. Martin udowodnił, że jeśli istnieje liczba mierzalna oraz {\displaystyle A\subseteq \omega ^{\omega }} jest zbiorem analitycznym, to gra {\displaystyle \Game ^{\omega }(A)} jest zdeterminowana[5].
- W 1975 Martin wykazał, że jeśli {\displaystyle A\subseteq \omega ^{\omega }} jest zbiorem borelowskim, to gra {\displaystyle \Game ^{\omega }(A)} jest zdeterminowana[6][7].
- W końcu lat 80. XX wieku Hugh Woodin, Donald Martin i John Steel wykazali, że przy założeniu istnienia znacznie większych dużych liczb kardynalnych, wszystkie gry na zbiory z wyższych klas rzutowych też są zdeterminowane[8][9]. Ponadto udowodnili oni, że jeśli istnieją odpowiednio duże liczby kardynalne, to ZF+AD jest niesprzeczne.
- W latach 90. XX wieku Woodin rozwinął teorię wokół pojęcia forsingu {\displaystyle \mathbf {P} _{\max },} które okazało się kluczowym elementem badań struktury {\displaystyle ({\mathcal {H}}(\omega _{2}),\in ,I_{NS})} przy założeniu AD w {\displaystyle \mathbf {L} (\mathbb {R} )} (gdzie {\displaystyle I_{NS}} jest ideałem niestacjonarnych podzbiorów {\displaystyle \omega _{1},} a {\displaystyle {\mathcal {H}}(\omega _{2})} jest rodziną zbiorów dziedzicznie mocy {\displaystyle <\omega _{2}})[10].

## Aksjomat i jego wersje

### Definicje wstępne
Przypomnijmy następujące definicje:
- Niech {\displaystyle {\mathcal {X}}} będzie zbiorem o przynajmniej dwóch elementach oraz niech {\displaystyle A\subseteq {\mathcal {X}}^{\omega }.} Gra {\displaystyle \Game ^{\mathcal {X}}(A)} pomiędzy graczami I i II jest zdefiniowana jako proces, w wyniku którego gracze konstruują ciąg nieskończony {\displaystyle \eta =\langle \eta (n):n\in \omega \rangle \in {\mathcal {X}}^{\omega }} o wyrazach w {\displaystyle {\mathcal {X}}} w taki sposób, że po tym jak już {\displaystyle \eta \upharpoonright n=\langle \eta (k):k<n\rangle } zostało wybrane, to

jeśli {\displaystyle n} jest parzyste, to gracz I wybiera {\displaystyle \eta (n),}
jeśli {\displaystyle n} jest nieparzyste, to gracz II wybiera {\displaystyle \eta (n).}
Po wykonaniu wszystkich ω kroków, kiedy gracze zbudowali ciąg {\displaystyle \eta =\langle \eta (n):n\in \omega \rangle \in {\mathcal {X}}^{\omega },} powiemy, że gracz I wygrał partię η jeśli {\displaystyle \eta \in A.}
- Strategia dla gracza I to funkcja {\displaystyle \sigma :\bigcup \limits _{k\in \omega }{\mathcal {X}}^{2k}\longrightarrow {\mathcal {X}}.} Powiemy, że ciąg {\displaystyle \eta \in {\mathcal {X}}^{\omega }} jest zgodny ze strategią σ jeśli {\displaystyle (\forall k\in \omega )(\eta (2k)=\sigma (\eta \upharpoonright 2k)).} Strategia {\displaystyle \sigma } dla gracza I jest strategią zwycięską gracza I w {\displaystyle \Game ^{\mathcal {X}}(A)}, jeśli każdy ciąg {\displaystyle \eta } zgodny z {\displaystyle \sigma } należy do zbioru {\displaystyle A.}
- Strategia dla gracza II to funkcja {\displaystyle \tau :\bigcup \limits _{k\in \omega }{\mathcal {X}}^{2k+1}\longrightarrow {\mathcal {X}}.} Powiemy, że ciąg {\displaystyle \eta \in {\mathcal {X}}^{\omega }} jest zgodny ze strategią τ jeśli {\displaystyle (\forall k\in \omega )(\eta (2k+1)=\tau (\eta \upharpoonright (2k+1))).} Strategia {\displaystyle \tau } dla gracza II jest strategią zwycięską gracza II w {\displaystyle \Game ^{\mathcal {X}}(A)}, jeśli żaden ciąg {\displaystyle \eta } zgodny z {\displaystyle \tau } nie należy do zbioru {\displaystyle A.}
- Powiemy, że gra {\displaystyle \Game ^{\mathcal {X}}(A)} jest zdeterminowana, jeśli jeden z graczy ma strategię zwycięską.

### Aksjomaty determinacji
- Aksjomat determinacji AD to zdanie

dla każdego zbioru {\displaystyle A\subseteq \omega ^{\omega }} gra {\displaystyle \Game ^{\omega }(A)} jest zdeterminowana.
- Aksjomat determinacji rzeczywistej {\displaystyle \mathbf {AD} _{\mathbb {R} }} to zdanie

dla każdego zbioru {\displaystyle A\subseteq \mathbb {R} ^{\omega }} gra {\displaystyle \Game ^{\mathbb {R} }(A)} jest zdeterminowana
(gdzie {\displaystyle \mathbb {R} } oznacza zbiór liczb rzeczywistych).
- Aksjomat determinacji rzutowej PD to zdanie

dla każdego zbioru rzutowego {\displaystyle A\subseteq \omega ^{\omega }} gra {\displaystyle \Game ^{\omega }(A)} jest zdeterminowana.

## Konsekwencje
- {\displaystyle \mathbf {AD} _{\mathbb {R} }} implikuje AD.
- Następujące stwierdzenia są konsekwencjami AD:
  1. Każdy podzbiór liczb rzeczywistych ma własność Baire’a.
  2. Każdy podzbiór liczb rzeczywistych jest mierzalny w sensie miary Lebesgue’a.
  3. Każdy nieprzeliczalny podzbiór liczb rzeczywistych zawiera podzbiór doskonały.
  4. Dla każdego {\displaystyle x\subseteq \omega ,} {\displaystyle \aleph _{1}} jest liczbą nieosiągalną w {\displaystyle \mathbf {L} [x].}
  5. {\displaystyle \aleph _{1}} jest liczbą mierzalną (a nawet filtr generowany przez cluby jest ultrafiltrem).
  6. {\displaystyle \aleph _{2}} jest liczbą mierzalną.
- Następujące stwierdzenia są konsekwencjami PD:
  1. Każdy rzutowy podzbiór liczb rzeczywistych ma własność Baire’a.
  2. Każdy rzutowy podzbiór liczb rzeczywistych jest mierzalny w sensie miary Lebesgue’a.
  3. Każdy nieprzeliczalny rzutowy podzbiór liczb rzeczywistych zawiera podzbiór doskonały.
- Jeśli istnieje nieskończenie wiele liczb Woodina z liczbą mierzalną powyżej ich, to
  1. {\displaystyle \mathbf {L} (\mathbb {R} )\models \mathbf {AD} }
  2. PD jest prawdziwe.
- Teoria „ZF+AD” jest niesprzeczna wtedy i tylko wtedy, gdy niesprzeczna jest teoria „ZFC+ istnieje nieskończenie wiele liczb Woodina”.